# ضبيث
ضُبَيْث (الاسم العلمي: Uncites)، جنس منقرض من عضديات الأرجل. نوعه النمطي هو Uncites gryphus من العصر الديفوني الأوسط في ألمانيا.